# Secretaria do Trabalho, Emprego, Renda e Esporte do Estado da Bahia
| Secretaria do Trabalho, Emprego, Renda e Esporte do Estado da Bahia                            |                               |
| Segunda Avenida, Plataforma III – CAB Sussuarana – Salvador, Bahia http://www.setre.ba.gov.br/ |                               |
| Criação                                                                                        | 11 de abril de 1966 (58 anos) |
| Atual secretário                                                                               | Davidson Magalhães            |
| Orçamento                                                                                      | R$ 99,268,180 (2023)          |

A Secretaria do Trabalho, Emprego, Renda e Esporte do Estado da Bahia (SETRE) é uma das secretarias que compõem a administração pública direta do Governo do Estado da Bahia que é responsável pela formulação, planejamento e execução das políticas públicas de emprego e renda e de apoio à formação do trabalhador, da execução e coordenação da Política Estadual de Economia Solidária, da Política Estadual de Apoio ao Cooperativismo e a Política Estadual de Esporte e Lazer na Bahia, bem como as ações de prevenção, incentivo, promoção e divulgação do artesanato baiano.
Desde janeiro de 2023, o atual secretário é Davidson Magalhães, político nomeado pelo governador Rui Costa e mantido por Jerônimo Rodrigues que foi eleito governador do estado em outubro de 2022.

## Colegiados vinculados
Os órgãos colegiados e entidades que estão vinculados à SETRE são:
- Conselho Estadual de Economia Solidária (CEES);
- Conselho Estadual Tripartite e Paritário de Trabalho e Renda;
- Conselho Estadual de Cooperativismo (CECOOP);
- Conselho de Esporte e Lazer do Estado da Bahia.